# Allstedt
Allstedt är en tysk stad (Gemeinde) i distriktet Mansfeld-Südharz i förbundslandet Sachsen-Anhalt som bildas av staden med samma namn och av de tidigare kommunerna Beyernaumburg, Emseloh, Holdenstedt, Katharinenrieth, Liedersdorf, Mittelhausen, Niederröblingen, Nienstedt, Pölsfeld, Sotterhausen och Wolferstedt.
Staden ligger i ett slättland med näringsrik jord (Goldene Aue). Den grundades troligen som by under 500- eller 600-talet. Året 1500 fick Allstedt stadsrättigheter av Fredrik III av Sachsen.
Genom Thomas Müntzers verksamhet blev staden ett betydande centrum för reformationen. Han blev 1523 präst i staden och började predika på tyska. Den 13 juli 1534 höll Müntzer en predikan (Fürstenpredigt) på Allstedts slott där även kurfurste Johan den ståndaktige av Sachsen och hans son Johan Fredrik var närvarande. I predikan uppmanade Müntzer fursten att ansluta sig till reformationen i den form som Müntzer själv förespråkade. Kort efteråt lämnade Müntzer staden för att undvika repressalier från andra adliga personer, till exempel adelsätten von Mansfeld.